# Joseph Paelinck
Joseph Paelinck (Oostakker, 20 marzo 1781 – Ixelles, 19 giugno 1839) è stato un pittore belga.

## Biografia
Joseph, nato a Oostakker da genitori poveri, si formò a dipingere a Gand dal suo reverendo padre Marijn Braeckman (1748-1805) che entrò nel convento a 23 anni dove fu primo organista prima di tornare a Mont-Saint-Amand quando il suo monastero fu saccheggiato dai rivoluzionari, per insegnare all'Accademia reale di belle arti di Gand in parallelo con i suoi talenti come liutaio. Joseph Paelinck fu inviato a spese dei suoi connazionali a Parigi, dove divenne allievo di Jacques-Louis David a Parigi dall'anno X1. Apprezzato dal maestro, intervenne per evitare la coscrizione.

## Opere

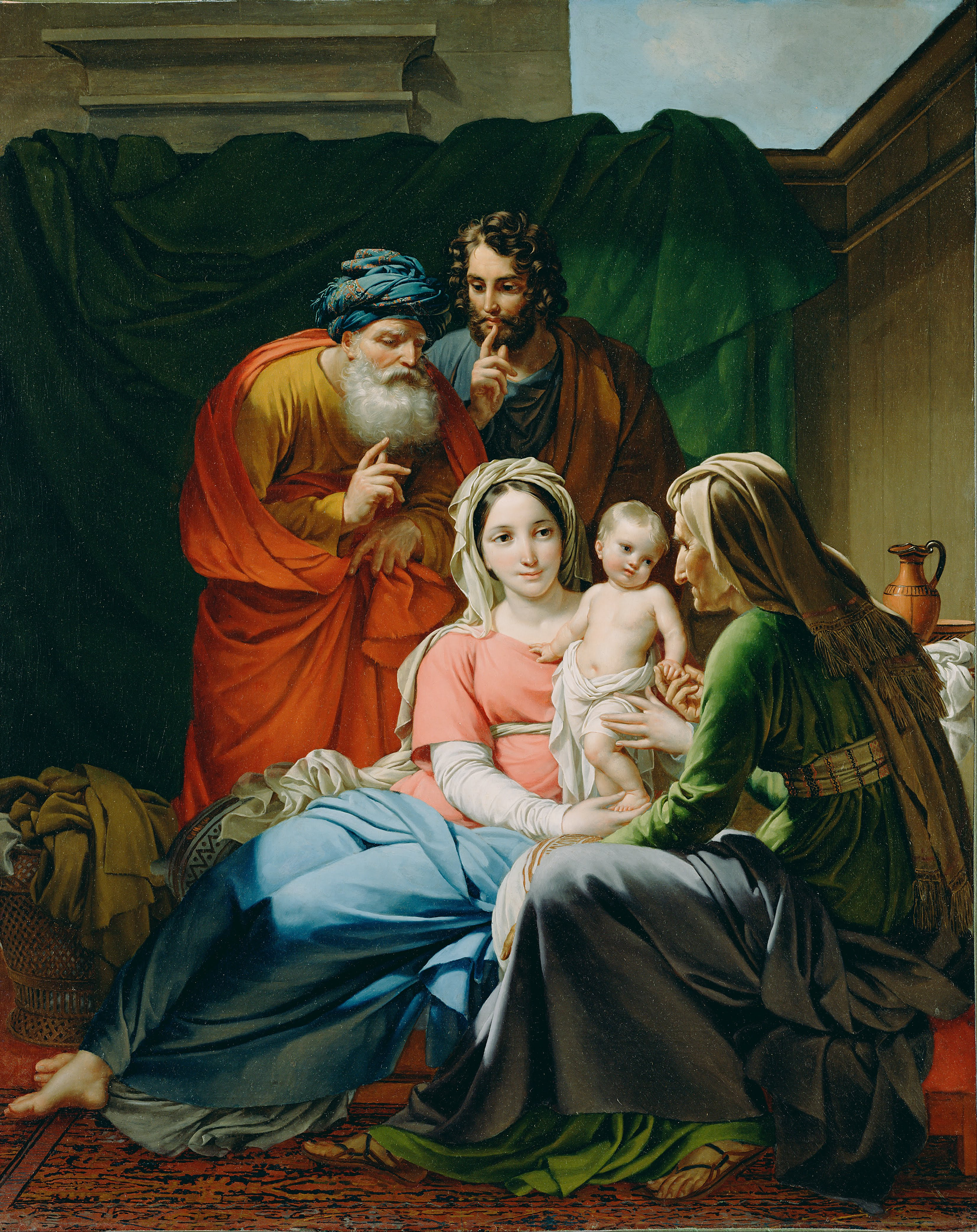
La Sacra Famiglia, c. 1819-20
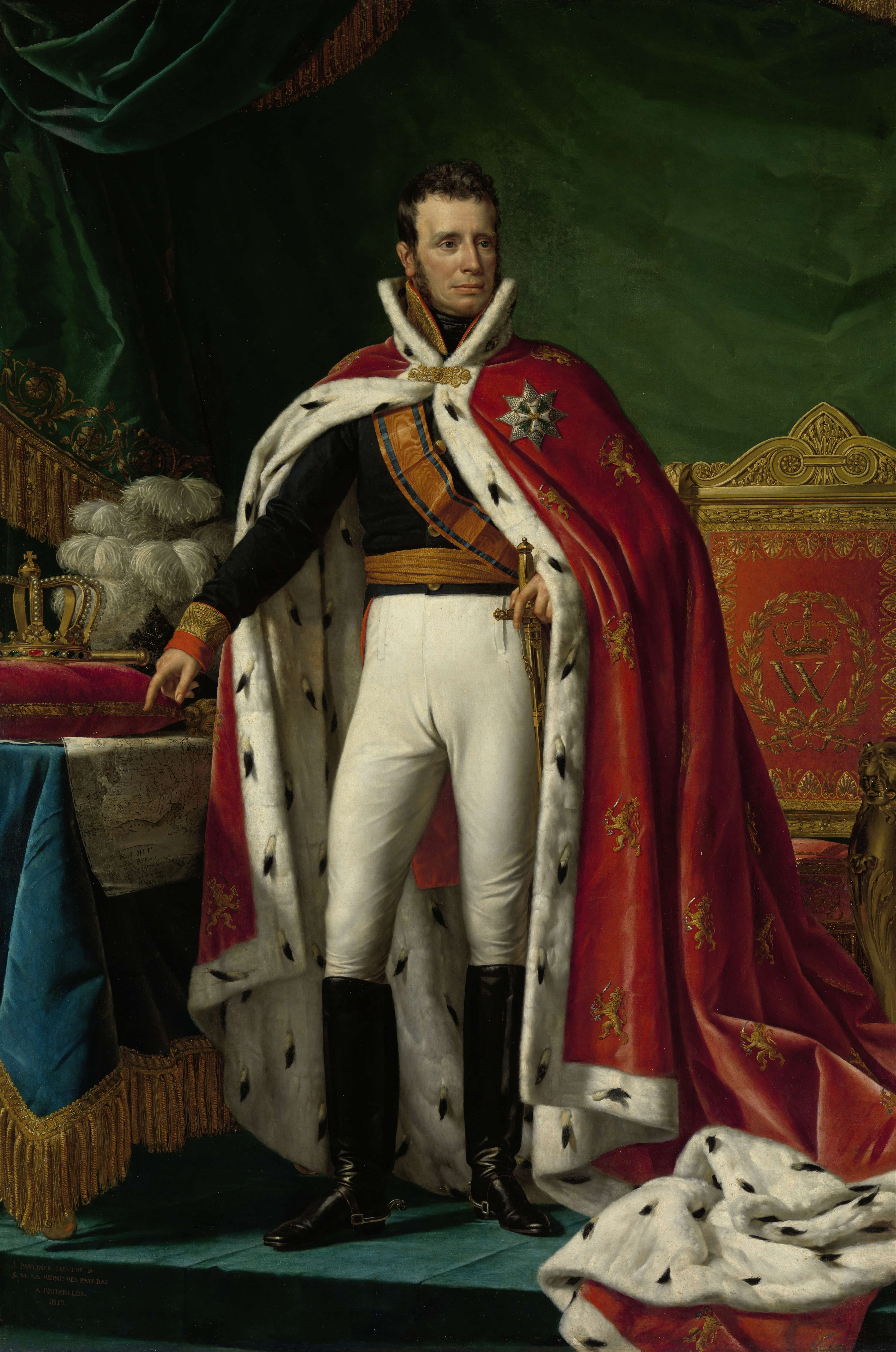
Guglielmo I dei Paesi Bassi da Joseph Paelinck, Rijksmuseum, 1819
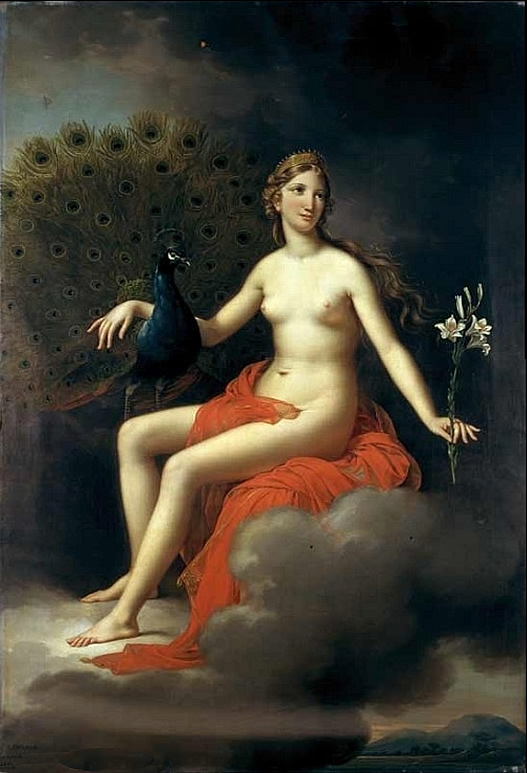
Juno, 1832